# Masacre de Santo Domingo
La masacre de Santo Domingo hace referencia a los hechos ocurridos el 13 de diciembre de 1998 en la vereda de Santo Domingo en el municipio de Tame, Arauca, en el que un helicóptero de la Fuerza Aérea Colombiana (FAC) asesinó a diecisiete personas en medio de un enfrentamiento con las Fuerzas Armadas Revolucionarias de Colombia - Ejército del Pueblo (FARC-EP).  El Estado colombiano fue condenado por la Corte Interamericana de Derechos Humanos por este hecho. Además, en lo que concierne a los combates de esa fecha el Tribunal Superior de Bogotá condenó al piloto y copiloto que manejaban el helicóptero de la Fuerza Aérea Colombiana y la Corte suprema de justicia condenó al exjefe del Frente Décimo de las FARC-EP, alias 'Grannobles'.

## Los hechos precedentes

### El operativo militar
El 10 de diciembre de 1998, la Brigada XVIII del Ejército Nacional con sede en Arauca (Arauca) conoció que una avioneta aterrizaría, hacia las tres de la tarde, a dos kilómetros de la carretera que conduce de la vereda Santo Domingo al corregimiento Puerto Jordán, también conocido como Pueblo Nuevo, en jurisdicción de Tame. Dicha aeronave tendría como objetivo recoger un cargamento de narcóticos y entregar un armamento que iba destinado a las FARC-EP.
El 12 de diciembre de 1998, la plataforma de la Brigada XVIII detecta una aeronave y el capitán Guillermo Olaya, basado en la información obtenida por la inteligencia del Ejército Nacional, ordena la salida de dos aviones OV-10 al punto donde aterrizaría la avioneta. Ordenó también la salida de los helicópteros artillados H-500, UH-60 y M1 a Tame con el objetivo de recoger la compañía dragón para llevarla al punto.
Durante el vuelo, los dos aviones OV-10 localizan la avioneta Cessna lista para despegar, mientras esperan la orden para disparar la avioneta despega, los aviones la obligan a aterrizar en el aeropuerto del municipio de Tame, en donde es inmovilizada por miembros del Ejército Nacional y de la Policía Nacional, quienes capturan al piloto y lo ponen a disposición de las autoridades judiciales.

### Carro bomba
Una declaración rendida en el 2005, en medio de un proceso que buscaba rastrear los bienes de las FARC-EP, reveló que este grupo por error estalló un carro bomba, que estaba ubicado en el caserío Santo Domingo. José de Jesús Morales García, desmovilizado del frente 10 de las FARC-EP y que obedecía órdenes del jefe guerrillero 'Grannobles', aseguró que los civiles muertos en el caserío fueron consecuencia de un carro bomba que se les estalló a las FARC-EP. La explosión del camión bomba fue provocada por las ráfagas que soltó alias 'Fercho', con ametralladora M-60, en medio de un enfrentamiento con el Ejército Nacional.

Era un camión viejo. Los guerrilleros decían que se cargó con Anfo. Fue puesto por alias 'Cara de Moneda' y la idea era atacar la entrada del Ejército, que estaba al borde del caserío. Alias 'Jerónimo' dijo "la cagamos". "Yo pregunté por qué, y él me respondió: matamos a un poco de civiles"
José de Jesús Morales García, desmovilizado del frente 10 de las FARC-EP

## Juicio

### Condena a Alias Grannobles
El 16 de junio de 2007, la Fiscalía acusó a alias 'Grannobles' y a José Roselar Pérez, alias 'Robinson', como presuntos coautores de los delitos de rebelión, homicidio agravado, tentativa de homicidio agravado y terrorismo.  el Juzgado Único Penal del Circuito Especializado de Arauca condenara a Germán Suárez Briceño alias 'Grannobles' a una pena de 53 años y 17 meses de prisión (el 31 de enero de 2011)  por la muerte de 9 uniformados y 16 lesionados más. Y los daños causados en los helicópteros UH- 500 y otras dos aeronaves que participaban en los operativos.

### Condena a Pilotos de la Fuerza Aérea
El 29 de septiembre de 2009, al capitán (r) César Romero, piloto y el teniente Johan Jiménez, copiloto a 30 años de prisión por el homicidio de 17 personas y las lesiones de 21 más por estos hechos. Los dos integrantes de las Fuerzas Militares de Colombia se han declarado inocentes por estos hechos. También fueron vinculados al proceso el mayor Germán Lamilla y el coronel Sergio Garzón (FAC).

### Tutela a favor de Alias Grannobles
Una de las víctimas del combate que se dio en Santo Domingo, con el nombre de Alba Janeth García, interpuso una tutela pidiendo dejar sin efecto la condena a 'Grannobles',  aduciendo que en este proceso no se le imputaron cargos por la muerte de los civiles. La Corte Suprema de Justicia revocó el fallo de tutela que le concedió el Tribunal Superior de Arauca a García y afirmó que "es indiscutible" que la solicitud de protección constitucional presentada por esta mujer "está dirigida a socavar la firmeza de la sentencia que condenó a 'Grannobles'".
Además,  señaló que las conductas que se le imputaron a 'Grannobles' no fueron solamente los homicidios de los militares sino también terrorismo, "cuyas víctimas están determinadas necesariamente en los lugareños del corregimiento de Santo Domingo", por lo que la condena fue ratificada por parte de la Corte Suprema de Justicia, última instancia del sistema penal colombiano.

## Corte Interamericana de Derechos Humanos
Los jueces declararon responsable al Estado colombiano por no proteger efectivamente a las víctimas y aceptaron las conclusiones parciales de la justicia nacional, que condenó a dos pilotos de la Fuerza Aérea porque supuestamente dispararon una bomba sobre el caserío.

### La Defensa del Estado colombiano
El abogado y experto en Derecho Internacional Humanitario Rafael Nieto Loaiza, quien representó al Estado en la demanda ante la Corte Interamericana de Derechos Humanos por el caso de Santo Domingo, Arauca, calificó la nueva condena contra el país de "contradictoria, llena de falencias y debilidades".
Nieto Loaiza, afirmó que las sentencias internas eran contradictorias, esto es, la que condenaba a alias 'Granobles', integrante de  las FARC-EP y la de los pilotos de la Fuerza Aérea Colombiana, y que ello había que exponerse ante la Corte Interamericana de Derechos Humanos, "Eso obligaba a ponerlas en duda, y lo que sorprende es que la Corte solo dé por cierta la sentencia que condena a los pilotos" afirmó Loaiza.

#### Falta de Competencia
La defensa del Estado colombiano argumentó que la Corte se arrogó competencias que los Estados firmantes del pacto de las Américas no le profirieron. Esto porque lo que se estaba juzgando era un tema que no hacía parte de los derechos humanos, sino del Derecho Internacional Humanitario, porque el caso de Santo Domingo fue un hecho del conflicto armado. La Corte desestimó en menos de una página la excepción por incompetencia, en razón de la materia que tiene.

#### Contradicciones entre decisiones penales de la Jurisdicción interna
La Defensa del Estado colombiano argumentó que existían unas contradicciones entre las decisiones penales de la jurisdicción interna en el caso, porque existía una sentencia en proceso de casación que condenaba a dos militares y otra de un tribunal de Arauca que condenaba a alias 'Granobles', hermano de alias el 'Mono Jojoy' y jefe de las FARC-EP en Arauca a finales de los 90 como responsable de la explosión de un carro bomba, que fue lo que mató a los civiles. Lo que demostraba que el Estado si aceptaba que existía un problema en la administración de justicia.

#### Fuerza Aérea no bombardeó a civiles
El Estado colombiano como tercera medida de defensa ante la Corte Interamericana de Derechos Humanos aportó pruebas técnicas que soportaban el argumento de que la Fuerza Aérea nunca bombardeó a civiles.

## Controversias

### Reporte de necropsias
El médico Eduardo Garnica Arias, quien estuvo al frente de la oficina de Medicina Legal de Arauca en el 2003, dijo que después de revisar los reportes de las necropsias de las 17 víctimas, se detectaron posibles irregularidades en esos procesos. Éste afirmó que en los borradores de varias de las necropsias aparece firmando un médico que luego desaparece en el protocolo original. Agregó que el doctor Ciro Alejandro Peña aparece como quien firmó 15 de las 17 necropsias, pero solo se registra su firma en 4 de esos documentos.

### Intereses económicos
El entonces presidente del Senado, Roy Barreras Montealegre, advirtió que existían ONGs interesadas en ganar dinero con falsas víctimas y falsos testigos. Barreras afirmó que allí lo que hubo fue un atentado terrorista con un bus bomba por las FARC-EP para causar muertos entre los soldados que llegaban a ese caserío. Según Barreras jamás hubo ni la intención, ni la mala fe, ni mucho menos el dolo de unos oficiales que estaban cumpliendo órdenes; unos pilotos sacrificados en el ejercicio de su deber y que fueron acusado de manera injusta de una masacre que fue más bien un atentado terrorista.